# Liste der Monuments historiques in Omet
Die Liste der Monuments historiques in Omet führt die Monuments historiques in der französischen Gemeinde Omet auf.

## Liste der Objekte
| Bezeichnung                      | Beschreibung                                                  | Standort                        | Kennzeichnung | Schutzstatus | Datum | Bild |
| -------------------------------- | ------------------------------------------------------------- | ------------------------------- | ------------- | ------------ | ----- | ---- |
| Ölgemälde Betende Maria          | 1865                                                          | in der Kirche Notre-Dame (Lage) | PM33001827    | Inscrit      | 2000  |      |
| Tabernakel der südlichen Kapelle | Holz, bemalt und vergoldet, erste Hälfte des 18. Jahrhunderts | in der Kirche Notre-Dame (Lage) | PM33001885    | Inscrit      | 2000  |      |
| Glocke                           | Bronze, 1774 gegossen                                         | in der Kirche Notre-Dame (Lage) | PM33000609    | Classé       | 1942  |      |
| Skulptur des heiligen Joseph     | Holz, bemalt und vergoldet, um 1800                           | in der Kirche Notre-Dame (Lage) | PM33001828    | Inscrit      | 2000  |      |
| Hauptaltar                       | Gusseisen und Holz, bemalt und vergoldet, um 1900             | in der Kirche Notre-Dame (Lage) | PM33001884    | Inscrit      | 2000  |      |
| Lüster                           | Kristall, Mitte des 19. Jahrhunderts                          | in der Kirche Notre-Dame (Lage) | PM33001829    | Inscrit      | 2000  |      |
| Vier Blumenvasen                 | Keramik, 1880 und 1895                                        | in der Kirche Notre-Dame (Lage) | PM33001830    | Inscrit      | 2000  |      |